# سينما أردنية
السينما الأردنية لا تزال في بدايتها، وتجري محاولات سنمائية أردنية لم تصل لحد القول أنها سينما لكن هناك تجارب أفلام فيديو. حصدت أفلام أردنية جوائز مثل نذكر: فيلم «المشهد»، الذي نال الجائزة الكبرى في مهرجان الشرق الأوسط السينمائي الدولي في أبوظبي العام 2008. وهناك فيلم الكابتن رائد، كما أن هناك تاريخ للأفلام المصنوعة في الأردن مثل: فيلم الحذاء لمحمد علوة عن قصة «الحذاء» لمحمد طمّليه. وفيلم «صراع في جرش» من الأفلام الأولى المصنوعة في الأردن وجرى تصوير أحداث هذا العمل الروائي السينمائي على أرض الأردن. تقوم الهيئة الملكية الأردنية للأفلام بدعم صناعة السينما الأردنية في ظل فقر الموارد السينمائية.

## أفلام لعبت دوراً في السينما الأردنية
يعتبر فيلم صراع في جرش الذي تم إنجازه عام 1958 أول خطوة فعلية على طريق تأسيس صناعة سينمائية في الأردن، وكان الفيلم حصيلة جهود شخصية لمجموعة من الشباب الأردنيين الطامحين لعمل أفلام سينمائية على غرار الأفلام المصرية والسورية. حيث تم إنجاز المعدات اللازمة للتصوير والمونتاج محلياً، ووضع قصة الفيلم والسيناريو فخري أباظة وسمير مطاوع، وأخرجه واصف الشيخ ياسين وقام بالتمثيل فيه بالإضافة للمخرج كل من فائق القبطي، وغازي هواش، وعلي أبو سمرة، وأحمد القري، وصبحي النجار، وآخرين، وكان الفيلم يعاني من بعض المشكلات الفنية بسبب ظروف إنتاجه والمعدات المستخدمة، ونقص الخبرات لدى فريق العمل. في عام 1964 تم القيام مع مجموعة أخرى ضمت بعض العاملين في الفيلم الأول، مع الفيلم الروائي الثاني (وطني حبيبي) الذي كتب قصته وقام بإخراجه عبد الله كعوش، وقام بالتمثيل فيه: علي هليل، ومحمود كعوش، وفائق القبطي، وعبد الفتاح جبارة، وغازي هواش، ووليد الكردي، وفيصل حلمي، وجورج نصراوي، وناديا فؤاد، وجهينة إبراهيم، وعرفان ادلبي وغيرهم، وهو يتحدث عن بطولات الجيش العربي في مواجهة القوات الإسرائيلية ضمن قصة حب ميلودرامية.
وجاءت أول مساهمة رسمية في سبيل خلق سينما أردنية عام 1965 بتأسيس دائرة السينما والتصوير التابعة لوزارة الإعلام، حيث بدأ عملها بإنتاج الجريدة السينمائية الناطقة، واستطاعت إنجاز أكثر من أربعين عدداً مصوراً. ومع ظهور التلفزيون الأردني تم إلحاق دائرة السينما به عام 1969، واستمر عملها في إنتاج الجريدة السينمائية، وكذلك في تحقيق عدد من الأفلام التسجيلية، خاصة بعد وقوع حرب حزيران عام 1967 وما خلفته من نكسة واحتلال للضفة الغربية.

## افلام الستينات والسبعينات
ظهرت الأفلام التسجيلية الأردنية في فترة السبيعيانات منهاما شارك في عدد من المهرجبانات مثل فيلم (هجرة عام 1967) الذي شارك في مهرجان طشقند، وفيلم (عام بعد النكسة)، وفيلم (مصانع الرجال)، وفيلم (قيام إسرائيل غير قانوني)، وفيلم (زهرة المدائن)، وعدد من الأفلام ذات الطابع السياحي للأردن. وقد أتاح ظهور التلفزيون الأردني وربط الدائرة به فرصة عرض هذه الأفلام على الشاشة الصغيرة. كما شهدت نهاية الستينيات تحقيق المخرج عبد الوهاب الهندي فيلمين روائيين: الأول بعنوان (الطريق إلى القدس)، والثاني بعنوان (كفاح حتى التحرير) شارك فيهما عادل عفانه، وسهام مناع، وغسان مطر. وكان لقدوم بعض المخرجين الأردنيين الدارسين في الخارج والتحاقهم بالتلفزيون الأردني دور ملحوظ في زيادة الإنتاج للأفلام السينمائية أردنية، حيث حقق المخرج جلال طعمه أول عمل درامي طويل بعنوان (وعد بلفور) الذي كتب قصته والسيناريو أحمد العناني وذلك عام 1970. ثم حقق فيلمه الروائي الثاني بعنوان (الأفعى) الذي شارك فيه الأردن في مهرجان دمشق السينمائي للشباب عام 1972. ثم حقق بعده فيلمه التسجيلي القصير بعنوان (الغصن الأخضر) الذي حاز على جائزة مهرجان أوبرهاوزن، وكان فيلمه الثالث والأخير بعنوان (الابن الثاني عشر)، وهو فيلم ذو صبغة كوميدية روائية. أما المخرج محمد عزيزية الذي درس خارج الأردن فقد أخرج فيلمه السينمائي الروائي الطويل (الشحاذ) عام 1972.

## انقطاع وعودة
في بداية السبعينات من القرن العشرين ومع ظهور المسلسلات التلفزيونية، تحول معظم المخرجين والممثلين للعمل التلفزيوني اختفت المحاولات لعمل أفلام سينمائية ما يقارب خمسة عشر عاما، ثم بدأت بالظهور ثانية على يد بعض المخرجين الدارسين لفن السينما القادمين من الخارج في الثمانينات، فقد قام المخرج محمد علوه عام 1986 باخراج فيلم روائيا قصيرا بعنوان (الحذاء) مأخوذا عن قصة بنفس الاسم للقاص محمد طمليه، وشارك فيه في أكثر من مهرجان عربي ودولي. وفي بداية التسعينات قام عدد من المخرجين السينمائيين الدارسين في الخارج بعرض افلامهم التي عملوا عليها أثناء دراستهم، منهم فيصل الزعبي الذي درس في الاتحاد السوفيتي الذي انتج فيلمين قصيرين: كان الأول بعنوان (ليس كذلك تماما) والثاني بعنوان (الحرباء) عن قصة لتشيخوف. المخرج إيهاب الخطيب حقق أثناء دراسته في القاهرة فيلما روائيا قصيرا بعنوان (أوراق البحر) عام 1991، والذي تزامن مع فيلم لنجدت أنزور بعنوان (حكاية شرقية) عن قصة للكاتب السوري هاني الراهب لعب بطولته فنانين أردنيين منهم جميل عواد ومحمد القباني وجولييت عواد. وفي عام 1994، تعاونت رابطة الفنانين الأردنيين مع المخرج نبيل الشوملي والمخرج عبد الحكيم أبو جليلة الذي درس السينما في إيطاليا على إنتاج ثلاثة أفلام قصيرة حققها المخرجان سويا هي فيلم (الثوب) عن قصة جواهر رفايعه، وفيلم (الاكتشاف) عن قصة لمحمد طمليه، وفيلم (صباح الخير) عن فكرة للمخرج الشوملي نفسه.

## النادي السينمائي الأردني
تم تأسيس النادي السينمائي الأردني عام 1979 للتعريف بالسينما كثقافة ووعي فني رفيع لم يتوقف، وكان من أبرز نجومه الناقد السينمائي حسان أبو غنيمة الذي أثري الثقافة السينمائية بجهوده المتواصلة من خلال تنظيمه للعروض السينمائية المتميزة للسينما العالمية بكافة اتجاهاتها، وكذلك من خلال إصدارات النادي السينمائي من المنشورات، وتفعيل النقد السينمائي من خلال نشاطاته الصحفية في الصحف الأردنية واستقطابه للعديد من الكفاءات المهتمة بالسينما أمثال ناجح حسن وحسن الدباس وحكم غانم ورسمي محاسنة وغيرهما.

## التجارب الشبابية للافلام القصيرة
استمرت محاولات الشباب الأردنيين بوجود سينما أردنية مميزة، وخاصة الشباب الذين توزعوا على معاهد التمثيل والإخراج السينمائي في عواصم العالم العربي والغربي مثل القاهرة وسوريا وفي الدول الأوروبية، حيث أنجز بعضهم أفلاما قصيرة أثناء دراستهم سواء عن طريق كاميرا الفيديو، أو الكاميرا السينمائية، وبعض هذه الأفلام التي تعتبر من متطلبات الدراسة قد تميزت بمستواها المتقدم، كذلك لم تتوقف المحاولات لتحقيق أفلام سينمائية أردنية، لكن معظم هذه المحاولات ظلت ضمن نطاق الأفلام القصيرة أو الأفلام التسجيلية.
المخرج هيثم التميمي أنجز عدة أفلام قصيرة أثناء دراسته في القاهرة منها (أحاديث حول الصمت) الذي شارك فيه في عدة مهرجانات عربية وعالمية، وفيلم (الرهان) وفيلم (أفيش) وفيلم (كل النساء) و (طير بينا يا قلبي) وفيلم (فخ) وهي أفلام تتراوح مدتها بين 7 -5 دقائق. اما المخرج سيف الصمادي فقد حقق أثناء دراسته في القاهرة عدة أفلام روائية وتسجيلية قصيرة تتراوح أطوالها بين 5 -10 دقائق منها فيلم (عروس الشمال) (السلسال) (الوجه الآخر) (القميص المسروق) (وحتى إشعار آخر). والمخرج معتز جانخوت، حقق عدة أفلام قصيرة كان من أبرزها فيلميه التسجيليين (رسالة من سارة) و (طفولتي والحجر) اللذين أخرجهما لحساب مؤسسة فنية خاصة، وقد شارك فيهما ممثلا عن الأردن في مهرجان الفيلم القصير المتوسطي الأول في طنجه بالمغرب كما حقق فيلم (سيرة قرية) الذي يوثق جماليات البيوت القديمة في بلدة الفحيص، بالإضافة لبعض الأفلام القصيرة الأخرى.
المخرجة سوسن دروزة، حققت العديد من الأفلام التسجيلية والوثائقية من خلال عملها مع شركة الرواد حيث أنجزت عدة حلقات من سلسلة (هؤلاء والآخرون) كما أنجزت فيلمها التسجيلي (الحب أصعب، الحرب أسهل) الذي يحكي عن مأساة اللاجئين الفلسطينيين بأسلوب جديد. اما المخرج أشرف حمادة فقد حقق فيلما روائيا قصيرا مميزا بعنوان (القتيل) مأخوذاً عن قصة للأديب خليل قنديل. المخرج محمود مساد، حقق واحدا من أفضل الأفلام التسجيلية وهو فيلم (الشاطر حسن) الذي حصل على جائزة أفضل فيلم عربي في مهرجان نوتردام للأفلام العربية، وجائزة النقاد في مهرجان الإسماعيلية للأفلام القصيرة، وقد أنجزه في هولندا حيث يقيم وقتها، ويقدم فيه معاناة مهاجر عربي يعيش في هولندا، كما حقق قبل هذا الفيلم مجموعة مميزة من الأفلام التسجيلية. وقامت المخرجة ربى عطية، باخراج فيلما تسجيليا قصيرا مميزا بعنوان (1948 ذكريات فلسطينية) تسجل فيه ذاكرة نكبة عام 1948 على لسان شخصيات فلسطينية في الشتات، وقد تم عرضه في عمان وفي لندن.
المخرج إياد الداوود، أخرج عدة أفلام تسجيلية مميزة منها فيلمه (مآذن في وجه الدمار، شاهد عيان) الذي حاز على الجائزة الفضية في مهرجان القاهرة الدولي السادس للإذاعة والتلفزيون وهو يحكي عن انتهاك أماكن العبادة الإسلامية التاريخية بفعل الاحتلال الإسرائيلي، وفيلم (الحلم الوردي) عن مدينة البتراء الأثرية، وفيلم (دير ياسين الوجع) الذي يسجل شهادة حية على مجزرة دير ياسين، وفيلم (جنين) الذي يوثق المجزرة التي حدثت فيها على يد الجيش الإسرائيلي.
مؤخرا وفي عام 2019، نجح الفيلم الأردني القصير «سلام» من إخراج الشابة زين دريعي وإنتاج علاء الاسعد بالمشاركة ضمن المسابقة الرسمية لمهرجان فينيسيا الدولي وبعدها بأسابيع حصد جائزة أفضل فيلم عربي قصير في مهرجان الجونة السينمائي وفي حزيران 2020 حصد جائزة «فيميو» ضمن مهرجان بالم سبرينغز للأفلام القصيرة في الولايات المتحدة الأمريكية والذي يعتبر من المهرجانات المرشحة لجوائز الاوسكار.

## مواطن الضعف
من نقاط الضعف للنهوض بالسينما الأردنية كثيرة مقارنة بنقاط القوة، فقد أنتج الأردن تسعة أفلام فقط في الفترة من 1964 – 2010، أي في نصف قرن تقريبا، لم يتعد طول الواحد منها 9-28 دقيقة فقط، باستثناء فيلم “كابتن أبو رائد”، وهو الفيلم الأردني الوحيد الطويل، والذي حصد العديد من الجوائز العالمية، كانت إحداها جائزة الجمهور في مهرجان “سن دانس” في أميركا، والذي جاء بعد عشر سنوات من الصيام الأردني عن إنتاج الأفلام، التي كان آخرها فيلم “رحلة إبراهيم”، (28 دقيقة). بينما تعد السينما في الكثير من دول العالم رافدا اقتصاديا سواء من التوظيف اوالضرائب أو تأسيس الشركات اوالسياحة.

## صالات السينما في الأردن

### صالات السينما في مدينة عمان
يشير عدد من المصادر إلى ان أول دار كانت دار سينما النصر وتم افتتاحها في نهاية العشرينيات وصاحبها هو أبو صياح القباني ومع نهاية الاربعينيات وصل عدد دور السينما في عمان إلى اربع دور. وقد منحت دور السينما في عمان الأردنيين وعلى اختلاف طبقاتهم عوالم تحقق شغفهم بالاطلاع على العالم الخارجي والتفاعل معه، وذلك عندما كانت السينما جزء أساسي في تشكيل المشهد الاجتماعي والثقافي والسياسي وبلورة الرؤى والاتجاهات لكافة الناس ليس في الأردن وغيره من الدول والبلدان. باتت صالات السينما ملتقى لجميع العائلات والشباب والنساء والرجال والصغار والكبار والأهم الفقراء والاغنياء حيث انها ظلت ولفترة طويلة المكان الذي تذوب فيه كافة الاختلافات والمتمايزات الطبقية في المجتمع الأردني الذي شهد بخاصة في فترة الخمسينات والستينيات اقبالا جماهيريا كبيرا على دور السينما بحيث كانت زيارة السينما ومتابعة آخر الأفلام العربية والأجنبية نشاطا اجتماعيا مهما وأساسيا وليس مجرد طقس كمالي أو ثانوي كما هو اليوم. مع ظهور السينما الناطقة في أوائل الثلاثينيات ظهرت سينما البتراء قرب المسجد الحسيني والتي قدمت بزخم ما كانت السينما العالمية والمصرية تنتجه على مدار العام، ولم تستخدم دور السينما لعرض الأفلام فقط وانما عرضت فيها المسرحيات والوصلات الموسيقية والغنائية لفرق عربية مثل مسرحية كرسي الاعتراف ليوسف وهبي وقدمتها فرقة المحمصاني اللبنانية بدار سينما البتراء (وفي العام 1965 اتى حريق على دار سينما البتراء واعيد بناؤها إلى ان توقفت عن العمل تماما وأغلقت منذ عام 1980). ومع بداية فترة الخمسينيات أنشئت دور عرض عدة أهمها بسمان وزهران والحسين وفلسطين والحمراء وجميعها في منطقة وسط البلد.
منذ بداية الثمانينيات ولادة دور سينما فخمة وذات مواصفات مختلفة عن تلك المنتشرة بوسط البلد وارتبط ذلك بظهور الاحياء الارستقراطية الراقية كالشميساني وعبدون والصويفية وغيرها ما غير من مسار دور السينما بالأردن ومنحها بعدا طبقيا فأصبح للفقراء والعمال دور عرض خاصة بهم وللأغنياء والطبقة البرجوازية الجديدة دورها الخاصة.
عام 1943 أنشئت دار سينما الامارة في شارع الأمير فيصل ثم سينما الفردوس عام 1957 والتي تحولت إلى مقهى عام 1957 وفي عام 1948 أنشئت دار سينما دنيا بمنطقة سقف السيل ثم سينما فيومي مكان سينما الخيام حاليا وذلك بالعام 1949 وسينما الأردن بنفس العام مكان مسرح البلد.
تعتبر سينما دنيا اقدم دار سينما قائمة وعاملة في عمان وتقع بشارع الملك طلال (منطقة سقف السيل) حيث يعود تاريخ انشائها إلى عام 1948 ويقول مديرها زهير فليفل تتبع السينما لشركة إسماعيل الكردي التي أسست عددا من دور السينما في الخمسينيات ولها امتداد بمصر وعدد من الدول العربية والسينما لا زالت على نفس الديكور القديم وتتسع ل 230 شخصا وقد كانت من أفخم السينمات في عمان عند انشائها. تعد دار سينما زهران الواقعة بشارع الملك حسين (شارع السلط) بوسط البلد فيعود تاريخ انشائها كذلك إلى عام 1948 وكانت كذلك من افخم وأهم دور السينما بعمان لموقعها واتساعها لأكثر من 300. وتأسست سينما فلسطين مع سينما الحسين عام 1959 وتقع خلف سوق الذهب بوسط البلد وتتسع ل 500 مشاهد. وتأسست سينما الحمراء عام 1955

### صالات السينما في مدينة إربد
كانت بدايات السينما في مدينة إربد في الأردن في العشرينيات فيا يطلق عليه صالة البتراء والتي كانت عبارة عن ماكينة عرض تعمل على البطاريّة، حيث يدخل المشاهدون ويجلسون على الأرض». بعد ذلك قام لتاجر عبده يغمور بالسفر إلى الشام، وبعدها أنشأ سينما الزهراء، حيث تم بنائها أواخر العشرينيات والافتتاح كان في بداية الثلاثينات». وشهدت صالات السينما في هذه الفترة الزمنية نشاطاتٍ سياسيّة وثقافيّة واجتماعيّة، إذ جمعت صالة الزهراء حفل تأبين شاعر الأردنّ عرار الذي أقيم سنة 1949. في الخمسينيات كانت السينما تشغل وقت أبناء إربد، وتمثّل متنفس لهم إما فرادى أو عائلات، حيث كانت صالات السينما هي الوسيلة الأكثر انتشارًا بين الجماهير كفنٍ شعبيّ يُعتبر أحد أبرز ضروب التسلية الرخيصة. وشهدت هذه الصالات أيضا عروضاً مرافقة للأفلام مثل شمشون العرب الذي «كان يأتي إربد وهو يضع الحجارة الكبيرة فوق صدره ويكسرها أحد الأشخاص بالمهدّة ثم يخرج مع الناس بعد انتهاء عرضهِ هذا داخل السينما إلى شارع السينما ليجرّ حافلة بأسنانه ، حيث كانت أفلام طرزان وأفلام الكاوبوي وأفلام الغرب الأمريكي الأكثر مشاهدة. وكانت أسعار التذاكر تتراوح بين 7 قروش، ثم 13 قرش، بين عامي 1955-1960». وكان للنساء نصيب في يومين هما الاثنين والخميس. أسس عبده يغمور في الخمسينيات سينما دُنيا، وفي شارع إيدون المعروف في إربد، أقيمت سينما الجميل. وفي بداية السبعينات تم تـأسيس صالة سينما زهران في شارع بغداد ومعها صالة الاستديو. ولكن بدا ارتياد السينما بالانخفاض بقرارات حكومية مثل منع السيدات من الذهاب للسينما بقرار المحافظ. وفي التسعينات بسبب انتشار اشرطة الفيديو والستالايت بدأت إيرادات السينما بالانخفاض وقلت زيارتها. وفي منتصف التسعينات تم اغلاق سينما الفردوس بالكامل، إلى أن أتى عام 2017 عندما تم هدمها بالكامل.

### سينماالصفاويفيالمفرق
في عام 2019 تمكن فريق بحثي أردني من اكتشاف وتوثيق أقدم دار سينما في الأردن في منطقة الصفاوي (منطقة تسمى سابقا الجفور أو H4 وهي نقطة عسكرية بريطانية ذات أهمية إستراتيجية) تبعد (70كم شرقي المفرق) يعود للفترة ما بين 1933-1934 م، بنيت بأيادي أردنية وبتصميم إنجليزي.

### صالات السينما في مدينة الزرقاء
لدور السينما في الزرقاء اكثر من حكاية
فبعد عام واحد من النكبة أي في مطلع عام 1949م بنى مهاجر فلسطيني هو زكريا الطاهر سينما الحمراء ... بنيت السينما في شارع متفرع من شارع الحسبة وكانت تضم صالة ولوج بني على شكل بلكونات للعائلات ومع ان السينما بنيت عام 49 الا انها صنفت في عام 1952 كدار سينما من الدرجة الثالثة في تصنيف وزارة المالية وكان عليها ان تدفع ثمانية قروش في الشهر على كل كرسي كضريبة وقيل ان صاحب السينما ( زكريا الطاهر ) توسط آنذاك لدى الوزير لتصنيف السينما بالدرجة الثالثة تهربا من دفع ضريبة الدرجة الأولى التي كانت تدفعها – مثلا – سينما بسمان في عمان وهي 120 فلسا عن الكرسي
قبل سينما الحمراء .. كانت في المعسكر سينما للجيش مقرها ( بركس ) كبير يقع في مدخل المعسكر ... كانت السينما مخصصة للعسكر وعائلات العسكر ولم تكن اكثر من صالة والة عرض وشاشة بيضاء ...
لذا عندما بنيت سينما الحمراء على النمط الأوروبي بمدخل جميل وصالة كبيرة مزينة بشاشة ضخمة ومجموعة من الديكورات والاضاءات المتفاوتة المبهرة أغلقت سينما المعسكر أبوابها وأصبحت (سينما الحمراء) ملتقى العائلات في الزرقاء وكانت تعرض فيها الأفلام العربية والانجليزية وكانت الحفلة تتكون من فيلمين الأول انجليزي والثاني عربي وكانت تعمل السينما على فترتين .. الساعة الثالثة والساعة السابعة ... وتقدم عرضا صباحيا الساعة العاشرة يوم الجمعة .. وفي رمضان كانت تعرض ثلاثة افلام متواصلة لارضاء وجذب المفطرين في المدينة وما اكثرهم
ولان سينما الحمراء كانت المكان الوحيد للترفيه في المدينة وبالتالي كانت تحقق دخلا كبيرا من عروضها لارتفاع الاقبال عليها وعدم تمكنها من استيعاب الاعداد الكبيرة للسكان بخاصة من الفلسطينيين فقد تنبه تاجر فلسطيني اخر اسمه إسكندر البنا الى هذه الميزة فسارع الى بناء سينما جديدة اطلق عليها اسم (سينما ركس) وجعلها في طرف المدينة باتجاه بلدة خو ... كانت سينما (ركس) تقع على الشارع الرئيسي العام الذي يقابل معسكر الزرقاء في خط مواز لسكة الحديد .. كان ذلك عام 1952 أي بعد ثلاثة أعوام تقريبا من بناء سينما الحمراء ... كانت (ركس) اكبر من الحمراء في المساحة والى جانب الصالة والبلكونات بنى إسكندر البنا طابقا ثانيا كان هو ( اللوج ) وكان مدخله منفصلا عن مدخل الصالة وباع إسكندر البنا لاحقا السينما لرجل اعمال اردني من اصل كردي سرعان ما اصبح امبراطور السينما في الأردن .. وهو إسماعيل الكردي .. عائلة الكردي التي تقربت لاحقا من العائلة المالكة سيطرت على دور السينما في الأردن وبدأت تحتكر الأفلام العربية وبعضها انتج خصيصا لها وكان الكردي هو الموزع الرئيسي للأفلام المصرية في الأردن وحتى يضرب إسماعيل الكردي سينما (الحمراء) قسم الصالة الأرضية في سينما (ركس) الى ثلاثة اقسام (عدا عن اللوج) وجعل لكل قسم سعره الخاص بادئا بمبلغ ثلاثة قروش ونصف للصفوف الخمسة الأولى القريبة جدا من الشاشة وخمسة قروش للوسط وسبعة قروش ونصف للصفوف الخلفية والبلكونات الأرضية ... في حين كانت الكرسي في صالة الحمراء تبدا بخمسة قروش ... وسجل الكردي السينما ضمن تصنيف (درجة ثالثة) رغم انها سينما جديدة وذلك حتى يدفع ضريبة القروش الثمانية فقط عن الكرسي. 
ولان دور السينما لم تكن تخضع للرقابة فقد كان من عادة أصحابها (زرب) المئات فوق طاقة الاتساع بخاصة في الأعياد والعطل وايام الجمع واجبارهم على الجلوس على الأرض في (بوز) الشاشة .. وفي بعض العروض كنت تجد الواقفين اكثر من القاعدين ... كانت الكراسي صغيرة وضيقة واغلبها من الخشب ولم تكن أرضية السينما متدرجة في علوها لذا كان على (القاعدين) في الصفوف الخلفية ان يمدوا اعناقهم كالزرافات حتى يشاهدوا الشاشة وكانت المساحة بين الصفوف بالكاد تكفي لمرور الزبون وبالتالي كانت مشقة كبيرة للجالسين في المقدمة كلما أراد زبون آخر من الجالسين في اخر الصف ان يخرج لسبب ما.
اشتدت المنافسة بين زكريا الطاهر صاحب سينما الحمراء وإسماعيل الكردي صاحب سينما ركس ... وافرزت المنافسة سينما ثالثة فخمة بناها زكريا الطاهر على بعد امتار فقط من مدخل معسكر الزرقاء وسماها سينما النصر وكان ذلك في عام 1954م .. وكان من الواضح ان الطاهر يريد ان يجذب الى دار السينما العائلات الميسورة التي تقطن في المعسكر بخاصة عائلات الضباط وكان مشهدا عاديا ان ترى امام السينما سيارات الجيب العسكرية التي تنتظر عائلات الضباط ... سينما النصر كانت الاضخم والاكبر صالة ولوجا ... وكان دخول الصالة الأرضية يبدأ بخمسة قروش ونصف ... ثم سبعة قروش للصفوف الخلفية .. ثم اثني عشر قرشا في اللوج (الطابق الثاني) ... سينما النصر شكلت مع الحمراء وركس الثالوث الترفيهي الوحيد في المدينة حتى عام 1962 عندما قام التاجر الفلسطيني عارف النجار ببناء سينما (سلوى) على الشارع الرئيسي للمدينة الذي يربطها بخو والمفرق ... بنى السينما في مواجهة سكة الحديد وامام المستشفى العسكري 
لم تختلف سينما سلوى من حيث البناء والديكور عن سينما النصر وان كانت افخر من حيث المقاعد وشاشة العرض .. كانت سينما كبيرة حرص صاحبها على بناء منصة لها استخدمت لاحقا كمسرح لتقديم عروض فنية ومسرحية وكانت هي السينما الوحيدة التي تتمتع بهذه الميزة وأول مسابقة للتمثيل المسرحي بين مدارس الثقافة العسكرية أقيمت على مسرح سينما سلوى عام 1963...وكانت أسعار التذاكر في السينما مشابهة لأسعار التذاكر في سينما النصر ... وخرجت سينما سلوى من الذاكرة بعد ان زرع فيها ( سلفي ) لغما دمرها وقد علمت ان اطلال السينما لا تزال موجودة وتحمل يافطة تعرض بيع الاطلال والخرائب لمن يرغب
وظهرت في الزرقاء لأول مرة السينما المكشوفة ( عرفت باسم السينما الصيفية ) وكانت تحتل مساحة خالية تقع الى جانب محطة سكة الحديد .. كانت السينما تعرض افلامها اعتبارا من الساعة الثالثة ظهرا وكان يمكن لاي عابر ان يسمع الحوار في حين كنا - في المعسكر - نتمكن من مشاهدة الأفلام مجانا بالتسلق على الاسوار واسطح المنازل القريبة ومشاهدة الشاشة من فوق .. 
في عام 67 وقعت هزيمة حزيران يونيو ... وشهدت مدينة الزرقاء موجة جديدة من اللاجئين الفلسطينيين الهاربيين من مدن الضفة الغربية ومخيماتها ... واستوطن الالاف منهم في المدينة الامر الذي شجع رجل الاعمال ميشيل صقلي على بناء سينما جديدة هي سينما (الحسين) ولحق به بعد عام واحد سليم حبايبه فبنى (سينما فلسطين) لكن ظروف المدينة والتطورات السياسية والاجتماعية والاقتصادية الطارئة ودخول التلفزيون الى البيوت سحب البساط من تحت ارجل أصحاب دور السينما التي لم تعد وسيلة الترفيه الوحيدة .. ولا حقا تم إنشاء صالتين باسم سينما زهران واستوديو زهران لأل الكردي. 

## أفلام وصلت للعالمية
وقد حققت عدد من الأفلام السينما الأردنية نجاحا أهلها للترشح لجائزة الاوسكار والتي كانت: ا
| السنة (الحفل)           | العنوان        | النوع                   | المخرج        | النتيجة  |
| ----------------------- | -------------- | ----------------------- | ------------- | -------- |
| 2008 (الحادي والثمانون) | كابتن أبو رائد | فيلم دراما              | أمين مطالقة   | لم يترشح |
| 2015 (الثامن والثمانون) | ذيب            | فيلم مغامرة وفيلم دراما | ناجي أبو نوار | رُشِّح      |
| 2016 (التاسع والثمانون) | 3000 ليلة      | فيلم دراما              | مي المصري     | لم يترشح |

## أفلام غربية صورت بالأردن
يعد الأردن أحدى الدول التي تم تصوير العديد من الأفلام المحلية والعربية والدولية لما يتميز فيه من مناطق مهمة للتصوير والمناخ المناسب والدعم الفني وأيضا البنى التحتية المؤهلة، وعلى مدار السنوات تم تصوير عشرات الأفلام منها ما نال الجوائز العالمية. حيث يظهر أثر اقتصادي مهم وكبير على الأردن يأتي من تصوير الأفلام  العالمية منها المادي والوظيفي، فبحسب الهيئة الملكية الأردنية للأفلام خلال تصوير فيلم المريخي  للنجم العالمي مات ديمون في وادي رم، أن أكثر من 55 مليون دينار أردني أنفقت في الأردن، خلال تصوير الفيلم في وادي رم، على مدار خمسة وخمسين يوماً، وأن 134 أردنياً عملوا ضمن فريق العمل، بينهم خمسة عملوا كرؤساء أقسام، وأكثر من عشرين شركة أردنية شاركت في صناعة الفيلم. كما تم حجز 5400 غرفة فندقية، وهو ما يعكس أهمية الاستثمار في السياحة الثقافية الفنية، إن جاز التعبير، والتي من شأنها أن تدر دخلاً كبيراً على الأردن،  علاوة على تنشيط السياحة على مستوى حجوزات الفنادق، والمشتريات، واستثمار مهارات الشباب الأردني في المجالات المختلفة المتعلقة بالسينما.
وقد أصدرت الهيئة الملكي للأفلام كتيبا فيه الأفلام التي تصويرها في الأردن سواء العربية أو الأجنبية.
- 2022
  - ديون 2
  - رحلة إلى الصحراء (ألمانيا)
  - اذا رأيت شيئاً
- 2021
  - جون ويك: الجزء الرابع
  - وندرلاند (بلاد العجائب)
  - عنكبوت مقدس (فيلم إيراني)
  - ريبيل
  - نهاية الأسبوع في غزة
- 2020
  - مهجور
  - المفاوضات
  - غوت ديز (أيام الماعز)
  - أدهم

- 2019
  - ميترا - كوه مديري - (هولندا - ألمانيا)
  - غوت ديز (أيام الماعز) - بليسي ثوماس - (الهند)
  - دانيال - نايلز اوبليف - (الدنمارك)
  - شيحانة - خالد الحجر - (المملكة العربية السعودية)
  - ديون - دينيس فيلنوف (الولايات المتحدة الأمريكية)
- 2018
  - ستار وورز (حرب النجوم: الجزء التاسع) - ج.ج. أبرامز (الولايات المتحدة الأمريكية)
  - سيرجيو - جريج باركر (الولايات المتحدة الأمريكية)
  - بيت سلمى - هنادي عليان (الأردن)
  - إن ذي ماوث اوف ايه شارك (في فم سمكة قِرش) - ايمانويل هامون (فرنسا)
- 2017
  - بروذرز (إخوة) - هانرو سميتزمان - (هولندا)
  - ذي اباريشن (الظهور) - كزافييه جيانولي (فرنسا)
  - أول ذي موني ان ذي وررلد (كل مال العالم) - ريدلي سكوت (الولايات المتحدة الأميركية)
  - مايا - ميا هانسين-لوف (فرنسا)
  - علاء الدين - غاي ريتشي (الولايات المتحدة الأميركية)
  - ايه برايفيت وور (حرب خاصة) - ماثيو هاينمان (الولايات المتحدة الأمريكية)
  - صباح الليل - ناجي سلامة (الأردن)
- 2016
  - ساند كاسل (قلعة الرمل) - فيرناندو كويمبرا (الولايات المتحدة الأمريكية)
  - ليلى م - مايك دي يونج (هولندا)
  - بترا: تايم غيت (بترا: بوابة الزمن) - أسامة أبو لبن (مصر)
  - رودس تو اولمبيا (الطرق إلى اولمبيا) - رامازان ناناييف (الولايات المتحدة الأمريكية)
- 2015
  - إكسمن ابوكلبس (نهاية رجال اكس) - براين سينجر (الولايات المتحدة الأمريكية)
  - كربلا - كريستوف لوكاسزفيتش (بولندا)
  - كيرس اوف ميسوبوتاميا (لعنة بلاد الرافدين) - لواند عمر (العراق)
  - المريخي - ريدلي سكوت (الولايات المتحدة الأمريكية)
  - أيه وور (حرب) - توبياس ليندهولم (الدانمرك)
  - أندر ذي شادو (تحت الظل) - باباك أنفاري (المملكة المتحدة)
  - ذي رانديفو (اللقاء) - أمين مطالقة (الولايات المتحدة الأمريكية - الأردن)
  - يا طير الطاير - هاني أبو أسعد (فلسطين)
  - روغ وان: قصة من حرب النجوم - جاريث ادواردز (الولايات المتحدة الأمريكية)
  - ذي مونك أنت ذي ديمون (الراهب والشر) - نيكولاي دوستال (بولندا)
  - زنزانة - ماجد الأنصاري (الإمارات العربية المتحدة)
- 2014
  - هايينا روود (طريق الضبع) - بول غروس (كندا)
  - ذي ويذر انسايد (الطقس في الداخل) - إيزابيل ستيفر (ألمانيا)
  - تايجر ريد (غارة النمر) - سايمون ديكسون (ايرلندا)
  - كيلو تو برافو كاجاكي - (اثنان كيلو برافو كاجاكي) بول كايتيس (المملكة المتحدة)
  - إن شا الله استفدت - محمود المسّاد (الأردن)
  - من الالف إلى الياء - علي مصطفى (الإمارات العربية المتحدة)
  - 3000 ليلة - مي المصري (فلسطين/الأردن)
  - ديجراديه - الأخوان طرزان وعرب ناصر (فلسطين)
- 2013
  - مونسترز: دارك كونتينت (الوحوش: القارة المظلمة) - توم غرين (المملكة المتحدة)
  - روز ووتر - جون ستيوارت (الولايات المتحدة الأمريكية)
  - ذي كت (القطع) - فاتح اكين (ألمانيا)
  - المنعطف - رفقي عساف (الأردن)
  - ايه دارك ريفليكشين (انعكاس مظلم) - تريستان لورين (المملكة المتحدة)
  - ثانك يو فور بومبنج (شكرا على القصف) - باربرا ايدر (النمسا)
  - المدينة - عمر شرقاوي (الدانمارك)
- 2012
  - خمس وأربعون دقيقة إلى رام الله - علي صمادي الهادي (ألمانيا)
  - ذيب - ناجي أبو نوّار (الأردن)
  - فروق متشابهة - محمد لطفي - (الأردن)
  - حينما يكون الزمن أنثى - أحمد اليسير (الأردن)
  - مغامرات فيسبوكية - محيي الدين قندور (الأردن)
  - مي في الصيف - شيرين دعيبس (الأردن)
  - معطف كبير الحجم - نورس أبو صالح (الأردن)
  - على مد البصر - أصيل منصور (الأردن)
  - زيرو دارك ثيرتي - كاثرين بيغالو (الولايات المتحدة الأمريكية)
  - ذي سيفيور (المخلص) - روبرت سافو (بلجيكا)
  - لاست ديز اون مارس (آخر الأيام على المريخ) - رويري روبنسون (الولايات المتحدة)
  - شاترو - راج شكرابورتي (الهند)
  - كريش 3 - راكيش روخان (الهند)
- 2011
  - المتحدين - امين مطالقة (الولايات المتحدة الأمريكية - الأردن)
  - ذي فايرل فاكتور (العامل الفايروسي) - دانتي لام (هونغ كونغ)
  - هاميلتون - كاثرين ويندفيلد (السويد)
  - لما شفتك - آن ماري جاسر (فلسطين)
  - بروميثيوس - ريدلي سكوت (الولايات المتحدة الأمريكية)
  - لما ضحكت موناليزا - فادي حداد (الأردن)
  - إن شاء الله - أنايس باربين-لافاليت (كندا)
  - فيشوارووبام - شاندراهاسن (الهند)
  - فرق 7 ساعات - ديما عمرو (الأردن)
- 2010
  - بدوي - ايغور فولوشي (روسيا)
  - ذي ديفيل دبل (بديل الشيطان) - وارن لي تامهوري (بلجيكا)
  - ذي كلر ايليت (قاتل النخبة) - غاري مكندري (أستراليا)
  - بيس أفتر مرج (السلام بعد الزواج) - بندر البلوي وغازي البلوي (الولايات المتحدة الأمريكية)
  - الجمعة الأخيرة - يحيى عبد الله (الأردن)
  - مدن ترانزيت - محمد حشكي (الأردن)
  - سمك فوق سطح البحر - حازم بيطار (الأردن)
- 2009
  - الشراكسة - محي الدين قندور (الأردن)
  - فير غيم (لعبة عادلة) - دوج ليمان (الولايات المتحدة الأمريكية)
  - شيلفي...نيني نودالو - راغو رام (الهند)
  - فيفيه آفيدا - خايميه موجارديم (البرازيل)
  - انسينديز (حرائق) – دنيس فيلنوف (كندا)
  - رووت ايريش (الطريق الايرلندي) - كن لوتش (المملكة التحدة)
- 2008
  - ترانسفورمرز: ريفنج اوف ذي فولين (المتحولون: ثأر الساقطون) - مايكل باي (الولايات المتحدة الأمريكية)
  - كاجراريه - بوجا بات (الهند)
  - نورث 31 ايست 62 (شمال 31 شرق 62) - تريستان لورين (الولايات المتحدة الأمريكية)[17]
  - مورغان بالسن - فريدريك بوكلند (السويد)
- 2007
  - ذي شوتينج اوف توماس هورندال (قتل توماس هورندال) – روان جوفي (المملكة المتحدة)
  - The Hurt Locker (خزانة الأذى) - كاثرين بيغالو (الولايات المتحدة الأمريكية)
  - المهمة - حمد الزعبي (الأردن)
  - كابتن أبو رائد - أمين مطالقة (الأردن)
  - ريداكتيد (إعادة صياغة) - براين دي بالما (كندا)
  - باتيل فور هاديثة (معركة من أجل حديثة) - نيك برومفيلد (المملكة المتحدة)
  - الرجل الضائع - دانيال عربيد (لبنان)
- 2006
  - ذي هولي فاميلي (العائلة المقدسة) - رفاييل ميرتس - (إيطاليا)

2005
- - فري زون (منطقة حرة) - آموس غيتاي - (فرنسا)
  - ذي سيرش فور جون ذي بابتس (البحث عن يوحنا المعمدان) - مارك هفنيل - (الولايات المتحدة الأمريكية)
- 2004
  - الانتظار - رشيد مشهراوي (فلسطين).
  - سبريتشولز وريورز (المقاتلون الروحانيون) - ديفيد راينر - (الولايات المتحدة الأمريكية)
  - Lawrence of Arabia: ذي باتل فور ذي أرب ورلد (لورانس العرب: الحرب من أجل العالم العربي) - جيمس هوز - (المملكة المتحدة)
- 2002
  - جيري - غوس فان سانت - (الولايات المتحدة الأمريكية)
- 2001
  - Mummy Returns (عودة المومياء) - ستيفن سومرز - (الولايات المتحدة الأمريكية)
  - (ابن الإله) - جان كلود براجاند - (المملكة المتحدة)
- 2000
  - ريد بلانيت (كوكب أحمر) - أنتوني هوفمان - (الولايات المتحدة الأمريكية)
  - ميشن تو مارس (مهمة إلى المريخ) - براين دي بالما - (الولايات المتحدة الأمريكية)
- 1998
  - مورتال كومبت: اناليشين (الصراع المميت: الإبادة) - جون ليونيتي - (الولايات المتحدة الأمريكية)
- 1993
  - صن اوف ذي بنك بانثر (ابن النمر الوردي) - بليك إدواردز (الولايات المتحدة الأمريكية)
- 1991
  - حكاية شرقية - نجدة أنزور (الأردن)
- 1989
  - إنديانا جونز والحملة الأخيرة - ستيفن سبيلبيرغ (الولايات المتحدة الأمريكية)
- 1984
  - ذي امباسادور (السفير) - ج. لي. ثومبسون (الولايات المتحدة الأمريكية)
- 1977
  - سندباد آنت ذي آي أوف ذي تايغر (سندباد وعين النمر) - سام واناميكر (المملكة المتحدة)
- 1971
  - الأفعى - جلال طعمة (الأردن)
- 1970
  - ذي ستورم (العاصفة) - روجر كاردينال (كندا)
- 1965
  - ستورم اون بترا (عاصفة على البتراء) - فاروق عجرمة (الأردن)
- 1962
  - لورنس العرب - ديفيد لين (المملكة المتحدة)
  - وطني حبيبي – عبد الله كعوش (الأردن)
- 1960
  - أورينت (المَشرق) - آرني هيفرفين (النرويج)
- 1957
  - صراع في جرش – واصف الشيخ (الأردن)

## كتب
ظهرت العديد من الكتب التي تتحدث عن السينما الأردنية منها:
- بحثاً عن السينما» لعدنان مدانات الصادر عن دار القدس في بيروت العام 1975
- «عن السينما الفلسطينية» للكاتبين حسان أبو غنيمة والمخرج مصطفى أبو علي
- البحث عن السينما الأردنية الصادر في عمان عام 1987 للناقد السينمائي الراحل حسان أبو غنيمة
- الحقيقة السينمائية والعين السينمائية ترجمة لعدنان مدانات ترجمة عن اللغة الروسية للمؤلف السينمائي الروسي دزيغا فيرتوف، وصدر عن دار الهدف ببيروت في (300 صفحة)، 1977.[19]
- السينما ظواهر ودلالات» 1978، عدنان مدانات، مطبعة التوفيق في عمان
- حوارات مع السينما العالمية، حسان أبو غنيمة، من منشورات رابطة الكتاب الأردنيين لعام 1980. حيث حاور فيه الناقد حسان أبو غنيمة مجموعة من أبرز صناع السينما العالمية، إبان مشاركته في أكثر من مهرجان وملتقى سينمائي عربي ودولي.
- السينما الأردنية.. بشاير وأحلام للسينمائي ناجح حسن عن دار ناشرون وموزعون ويتحدث فيه تفاصيل المشهد الأردني في «الفن السابع» بكل ما يحوزه من طاقات وأفكار وتجارب.
- السينما والتغير الاجتماعي في الأردن: عمان نموذجا / إعداد كمال «محمد خير» «محمد نور الدين» ميرزا ؛ إشراف محمود النعامة. 2011
- السينما والثقافة السينمائية في الأردن / ناجح حسن. 1988
- حسان أبو غنيمة والسينما بين السؤال والجواب / إعداد وليد سليمان.1995
- البحث عن السينما الأردنية / حسان أبو غنيمة. 1987
- شاشات العتمة-شاشات النور : كتابة في أفلام أردنية / ناجح حسن 2003
- في الاتجاه الصحيح: دراسة وثائقية لمسيرة النادي السينمائي الأردني خلال 1983-1987 م / حسين دعسة. منشورات النادي السينمائي الأردني1987
- أوراق من مفكرة مواطن اردني سابق - صور من التاريخ الوجداني ( الإنساني والثقافي والجغرافي ) للأردنيين في عمان والزرقاء يكتبها : أسامة فوزي.

## انظر ايضا
- صباح الليل (2019)
- ذيب (فيلم)
- صراع في جرش
- الهيئة الملكية الأردنية للأفلام
- معهد الإعلام الأردني
- معهد البحر الأحمر للفنون السينمائية